# 新光工業地域
新光工業地域は、埼玉県の飯能市と入間市にまたがる工業地域である。

## 企業
- 株式会社 奥井組（本社） - 鉄道車両等特殊輸送を行う運送会社。
- 株式会社 京極電機工業所（本社） - 鉄道駅関連設備の製造を行う会社。
- 株式会社 五輪パッキング（本社） - パッキングの受注生産を行う企業。
- 椿本チエイン（埼玉工場） - 産業用チェーンの製造企業。
- 帝都ゴム（本社） - 自動車用ホースの製造企業。鬼怒川ゴム工業の子会社。
- ワイ・イー・データ（本社） - パソコン関連機器の製造企業。安川電機の子会社。

## 立地メリット
- 飯能市及び入間市の境に立地しているため、結果的に消防力が充実している。埼玉西部消防局飯能日高消防署から10分に所在し、入間市側に同消防局入間消防署西武分署が約1分の所に隣接している。またバイパスを通して、入間消防署から約10分で到着する。
- 道路環境が比較的に恵まれている。
  - 圏央道狭山日高ICまで車で10分。
  - 国道299号線バイパスに隣接。
  - バイパスを車で10分南下すると、国道16号に接続。

## アクセス
- 西武池袋線「仏子駅」より西武バス「西武ぶしニュータウン」行きで20分